# معماران مور یاسکی سیوان
معماران مور یاسکی سیوان (انگلیسی: Moore Yaski Sivan Architects) یک شرکت معماری در اسرائیل است. این شرکت در سال ۱۹۶۵ توسط آوراهام یاسکی تأسیس شد و در برخی از برجسته‌ترین پروژه‌های آسمان‌خراش در کشور، مانند ازریلی سنتر، برج ماتکال، برج‌های یو و برج‌های تزامرت، مشارکت داشته است.
شرکت معماری مور یاسکی سیوان حاصل ادغام شرکت معماری یاسکی-سیوان، به مدیریت یوسی سیوان و آوراهام یاسکی، با شرکت معماری مور، به مدیریت ییتزاک مور و آمیهود مور، در سال ۲۰۰۶ است. از سال ۲۰۱۹، معماران مور یاسکی سیوان بزرگترین شرکت معماری در اسرائیل است که حدود ۱۵۰ کارمند حرفه‌ای دارد.